# Марелла, Паоло
Паоло Марелла (итал. Paolo Marella; 25 января 1895, Рим, королевство Италия — 15 октября 1984, Рим, Италия) — итальянский куриальный кардинал и ватиканский сановник. Титулярный архиепископ Доклеи с 15 сентября 1933 по 14 декабря 1959. Апостольский делегат в Японии с 30 октября 1933 по 27 октября 1948. Апостольский делегат в Австралии, Новой Зеландии и Океании с 27 октября 1948 по 15 апреля 1953. Апостольский нунций во Франции с 15 апреля 1953 по 14 декабря 1959. Архипресвитер патриаршей Ватиканской базилики и Префект Священной Конгрегации Преподобного Собора Святого Петра (с 1967 Председатель Преподобной Фабрики Святого Петра) с 14 августа 1961 по 8 февраля 1983. Председатель Секретариата по делам нехристиан с 19 мая 1964 по 26 февраля 1973. Вице-декан Священной Коллегии Кардиналов с 12 декабря 1977 по 15 октября 1984. Кардинал-священник с 14 декабря 1959, с титулом церкви Сант-Андреа-делле-Фратте с 17 декабря 1959 по 15 марта 1972. Кардинал-епископ Порто и Санта Руфина с 15 марта 1972.